# رومبلون
رومبلون (Romblon) یکی از استان‌های کشور فیلیپین است. این استان بخشی از جزیرهٔ لوزون به شمار می‌رود.
مرکز این استان شهر رومبلون است. جمعیت آن حدود دویست و شصت و پنج هزار نفر است. مساحت این استان یکهزار و چهارصد کیلومتر مربع است .